# Михно, Пётр Саввич
Пётр Саввич Михно (21 декабря 1867, Ромны — 4 ноября 1938, Иркутск) — инициатор, один из основателей, первый хранитель (1889—1894) и первый директор (1922—1937) Кяхтинского краеведческого музея им. академика В. А. Обручева, член распорядительного совета Троицкосавско-Кяхтинского отделения Географического общества, учёный, краевед.

## Биография
Родился 21 декабря 1867 года в городе Ромны Полтавской губернии, в семье казака. Учился в церковно-приходской школе, затем в трехклассном городском училище. Поступил в Глуховский учительский институт. Институт окончил в 1888 году со специальностью преподавателя естествознания. Переехал в Троицкосавск, где начал работать учителем четырёхклассного городского училища, позднее он стал инспектором народных училищ в Забайкалье, был председателем комиссии по народному образованию в Троицкосавской городской думе.

### Троицкосавск
Преподаватель Глуховского института рекомендавал Михно посещать все музеи по дороге на новое место службы. В 1889 году Михно начал собирать материалы для музея. В 1890 году Михно вместе с политссыльным С. М. Дудиным совершили лодочную экскурсию по рекам Чикою и Селенге через Верхнеудинск до Иркутска через озеро Байкал. Результатом экспедиции стали сборы по геологии и биологии.
Кяхтинский краеведческий музей был основан 1 января 1890 года. Инициатором создания музея был П. С. Михно, местные купцы и интеллигенция. Первым хранителем музея стал П. С. Михно.
В 1891 году П. С. Михно составил первый каталог экспонатов музея и написал первый отчет по музею.
В 1892 году на средства кяхтинского купца И. Д. Синицына была снята квартира площадью 40 м² и закуплено музейное оборудование. К 1893 году фонды музея превысили 2 тысячи экспонатов.
В создании музея принимали участие политические ссыльные. Из-за сопротивления местных властей музей не имел утверждённого устава, и не считался официальным учреждением. Д. А. Клеменц в 1893 году прочел в Кяхте лекцию «О задачах местных музеев» и предложил открыть в Кяхте отделение Императорского Русского Географического Общества. 13 июля 1894 года в Кяхте было открыто отделение РГО и музей, как подразделение РГО. Пётр Саввич Михно оставался хранителем музея до 1894 года, был членом Троицкосавско-Кяхтинского отделения РГО, читал лекции в воскресной школе и народном университете.
1 января 1895 года музей был открыт для посещения публики по воскресным дням. Пётр Саввич Михно стал членом распорядительного комитета.
Михно исследует юго-западные районы Забайкалья и приграничную часть Монголии, включая озеро Косогол (Хубсугул). В 1902 году Михно руководит крупной экспедицией на озеро Хубсугул в Северо-Западной Монголии. Экспедиция собрала материалы по ботанике, энтомологии, геологии, орнитологии.

### Чита
В 1907 году Михно переводят в Читу, а в сентябре 1910 года — в Акшу, на должность инспектора народных училищ.
В Чите П. С. Михно избирают хранителем Читинского краеведческого музея. С 1907 года по 1910 год он был директором Читинского краеведческого музея. Во время летних каникул Михно занимается исследованиями окрестностей Читы, Акшинского уезда, агинских степей. В 1908 году участвовал в работе Агинской экспедиции, изучал фауну. Материалы экспедиций отправлены в фонды Читинского и Кяхтинского краеведческих музеев.

### Кяхта
В 1912 году Михно в чине статский советник переводится в Кяхту.
Во время гражданской войны музей практически не работал. Летом 1921 года П. С. Михно возобновил научные экспедиции. В 1921 году члены распорядительного комитета Кяхтинского краеведческого музея во главе с Михно обратились к правительству ДВР с просьбой о материальной поддержке музея.
31 января 1922 года Правительство Дальневосточной Республики (ДВР) приняло постановление о передаче музея в ведение Министерства народного просвещения. Музей получил денежное содержание, штат работников и 2-х этажное здание бывшего 4-х классного городского училища. В апреле 1922 года П. С. Михно оставляет преподавательскую деятельность, и вновь становится хранителем музея.
После образования Бурят-Монгольской АССР, с 1 октября 1923 года музей был передан в ведение Бурнаркомпроса. Коллектив музея состоял из 5 человек, поэтому в ноябре 1924 года при музее Михно был создан ученический краеведческий кружок для старшеклассников. В 1925 году избирался делегатом на первый Восточно-Сибирский краеведческий съезд от Бурят-Монгольского научного общества им. Д. Банзарова. С 1927 года кружок выпускал рукописный журнал «Следопыт», который позднее стал называться «Кяхтинский краевед».
В 1931 году П. С. Михно был арестован во второй раз (первый арест в 1922 году). Против Михно было заведено дело по 58 статье. Он проходил как организатор эсеровской партии и руководитель восстания в селе Киреть. За недоказанностью дело было прекращено.
В 1934 году П. С. Михно, как директор музея, принял участие в первой конференции по изучению производительных сил Бурят-Монгольской Автономной Республики, проходившей в Ленинграде.
В 1936 и 1937 годах Михно возглавлял комплексную музейную экспедицию на Хамар-Дабан.
Описал несколько новых видов растений и животных. В честь Петра Саввича по его сборам были описаны подвид степного хорька Mustela eversmanni michnoi Kastschenko, 1910, полевка, которая сейчас рассматривается в качестве подвида дальневосточной полёвки Microtus fortis michnoi Kastschenko, 1910, сибирский углозуб Hynobius michnoi Nikolskii, 1925, который ныне сведён в синонимы вида Salamandrella keyserlingii, житняк Михно Agropyron michnoi Roshev и некоторые другие виды.
Арестован 2 декабря 1937 года, обвинён по статье 58-9,11 УК РСФСР. 1 ноября 1938 года приговорён тройкой при УНКВД Иркутской области к расстрелу. Расстрелян 4 ноября 1938 года под Иркутском.
В 1957 году трибунал Забайкальского военного округа принял решение о реабилитации П. С. Михно «за отсутствием состава преступления».

## Награды
Малая серебряная медаль Отделения физической географии ИРГО — 1903 год.

## Автор трудов
- Краткий отчет о поездке в Монголию на Иринские минеральные воды летом 1901 года // Труды / ТКОРГО. — 1903. — Т. 5, вып. 2.
- Путевой дневник Косогольской экскурсии // Труды / ТКОРГО. — 1906. — Т. 8, вып. 3.
- Чикойский всадник. — М., 1929.